# Capture Bizarre
Capture Bizarre es un sitio humorístico de Internet establecido y publicado en Argentina. Lanzada en 2014, recibió influencia proveniente de 9gag, sitio que predominaba en Argentina antes de la aparición de sitios como Capture Bizarre. Recibe a una comunidad de más de seis millones de personas en Argentina. Su fundador y actual director, es el licenciado en Marketing Mauricio Vesprini.

## Reseña biográfica
El sitio permite que sus usuarios puedan crear memes mediante el “generador de memes”. Es similar al generador de post de 9gag que también se popularizó mundialmente. Los post en 9gag son llamados "gags" (broma en inglés) y en Capture Bizarre son memes (Memes Caricatura).
La página es, con algunos cambios, similar en su presentación con la de un blog tradicional. El nombre de esta página Web proviene de que originalmente se compartían capturas de pantalla donde se encontraban errores de usuarios en redes sociales o con algunos detalles humorísticos. Estas composiciones contienen una imagen que suele estar acompañada de cuadros de texto que funcionan como un pequeño comentario o una descripción complementaria. Se destacó por ser, al igual que 9gag, una de las marcas que se acercó mediante el humor en la década de 1990 a Argentina. Antes del surgimiento de Capture Bizarre, la mayor parte del humor gráfico que circulaba entre los usuarios de Argentina, provenía de páginas web externas al país.
El contenido y temas de estas piezas, suelen mostrar memes del mundo del internet, personajes y personalidades, diseños que muestran actividades del día a día con toques humorísticos, bromas con respecto a algunos estereotipos relacionados con hombres, mujeres, políticos, críticas de ciertos artistas y actores, parodias, sátiras, pequeñas historias, o comentarios. Cualquier usuario registrado puede crear estas piezas.
En el año 2018, Mauricio Vesprini, junto a Julián Morales, presentaron a través de Capture Bizarre, el generador de memes en línea. Una vez en el servidor, estas imágenes pueden ser enviadas a otros usuarios del sitio o descargadas para compartir en otras redes sociales. Posteriormente, Capture Bizarre cambió su relación con los usuarios. Determinaron que recibirían las creaciones de los usuarios y las analizarían previamente antes de publicarlas.
Una de las imágenes que alcanzó mayor repercusión fue el meme de Bernie Sanders durante el año 2021. Se convirtió en una fuente de ganancias destinada a una causa solidaria. El senador demócrata recaudó casi dos millones de dólares. El dinero se destinó a organizaciones benéficas de su natal Vermont.
Durante el aislamiento social preventivo y obligatorio que se instauró en Argentina en el año 2020, el crecimiento del número de usuarios que accedían a la plataforma creció. Este suceso provocó que desde la Universidad Nacional de Río Negro comenzara a incluirse contenido académico para los estudiantes de marketing relacionado al análisis de crecimiento de Capture Bizarre. Miembros de Capture Bizarre, brindaron disertaciones e integrantes de la Universidad pudieron exponer sus análisis.
En el 2024 recibió una nominación a la categoría de "memes" y "comunidad y memes" en los premios Ídolo Argentina y Martín Fierro Digital.
En el 2025, uno de los vídeos que publicó alcanzó el top 10 de los más vistos del mundo en la historia de Instagram, con más de 266 millones de visualizaciones.